# 赤穂雲火焼
赤穂雲火焼（あこううんかやき）は、大嶋黄谷（おおしまこうこく）の雲火焼を復元し、兵庫県伝統的工芸品に指定されている陶器。

## 概要
1848年（嘉永元年）～1849年（嘉永2年）、大嶋黄谷が28～29歳の頃、赤穂逗留中の今戸焼の陶工・作根弁次郎から陶技を習得し、1852年（嘉永5年）に雲火焼の焼成に成功。雲火焼の特徴は、白地に橙色、黒色の夕焼け空にも似た美しい窯変が現れている点である。黄谷は第1回内国勧業博覧会に作品を出品して花紋褒賞を受賞し、弟子も採ったものの、雲火焼の技法は継承されなかった。
20世紀に入ると、桃井香子と長棟州彦の手によって雲火焼は復元され、1993年（平成5年）には兵庫県伝統的工芸品に指定された。1999年（平成11）年5月に「雲火焼展示館 桃井ミュージアム」がオープンした。2020年現在、赤穂雲火焼の窯元赤穂瀬戸内窯で焼かれている。